# Ozerna (Gorgany)
Ozerna – (1495 m n.p.m.) szczyt w południowo-zachodniej części Gorganów, które są częścią Beskidów Wschodnich. Szczyt ten położony jest na północ od Synewirskiej Polany.